# Pamela McCorduck
Pamela McCorduck, född 27 oktober 1940 i Liverpool i Storbritannien, död 18 oktober 2021 i Walnut Creek i Kalifornien i USA, var en amerikansk författare av ett antal böcker om historia, den filosofiska betydelsen av artificiell intelligens, framtidens teknik, kvinnors roll samt teknik. Hon är också författare till tre romaner.